# Internazionale sindacale rossa
L'Internazionale sindacale rossa detta Profintern (in russo Профинтерн?, abbreviazione della denominazione ufficiale Красный интернационал профсоюзов, Krasnyi internatsional profsoyuzov) fu un'organizzazione internazionale istituita dal Comintern per coordinare l'azione dei comunisti all'interno dei sindacati. Nata nel 1921 in contrapposizione alla Federazione sindacale internazionale, ritenuta controrivoluzionaria, fu soppressa nel 1937.

## Congressi
- I° Congresso Mondiale, Mosca - 3-19 luglio 1921
- II° Congresso Mondiale, Mosca - 19 novembre-2 dicembre 1922
- III° Congresso Mondiale, Mosca - 8-20 luglio 1924
- Conferenza Internazionale sulla Strategia dello Sciopero, Strasburgo - gennaio 1929

## Pubblicazioni
- G. Zinoviev, The Communist Internationale to the IWW: An Appeal of the Executive Committee of the Third Internationale at Moscow. Foreword by Tom Glynn. Melbourne: Proletarian Publishing Association, ottobre 1920.
- Constitution of the Red International of Labour Unions: Adopted at the First World Congress Held in Moscow, luglio 1921. Londra: British Bureau, Red International of Labour Unions, 1921.
- J.T. Murphy, The 'Reds' in Congress: Preliminary Report of the First World Congress of the Red International of Trade and Industrial Unions. London: British Bureau, Red International of Labour Unions, 1921.
- Tom Mann, Russia in 1921. British Bureau, Red International of Labour Unions, 1921.
- Resolutions and Decisions of the First International Congress of Revolutionary Trade and Industrial Unions. n.c. [Chicago]: Voice of Labor, 1921.
- "Constitution of the Red International of Labor Unions, as of 2nd World Congress — Nov. 1922." Labor Herald Library no. 6. Chicago: Trade Union Educational League, 1923.
- Resolutions and Decisions of the Second World Congress of the Red International of Labor Unions: Moscow — November 1922. Chicago: Trade Union Educational League, 1923.
- Resolutions and Decisions, RILU, 1923: Resolution on the Report of the Executive Bureau. n.c.: Red International of Labor Unions. Executive Bureau, n.d. [1923?].
- M. Tomsky,The Trade Unions, the Party and the State: Extracts of Speeches by Comrade Tomsky at the III Session of the Profintern on June 29, 1923, and... Moscow: Commission for Foreign Relations of the Central Council of Trade Unions of the USSR, 1927.
- A. Lozovsky, What is the Red International of Labor Unions? Red International of Labor Unions, 1927.
- Problems of Strike Strategy: Decisions of the International Conference on Strike Strategy, held in Strassburg, Germany, January 1929 New York: Workers Library Publishers, 1929.